# Loikaw (distrikt)
Loikaw District är ett distrikt i Myanmar.   Det ligger i regionen Kayahstaten, i den centrala delen av landet, 130 km öster om huvudstaden Naypyidaw.